# Synagoge (Vác)

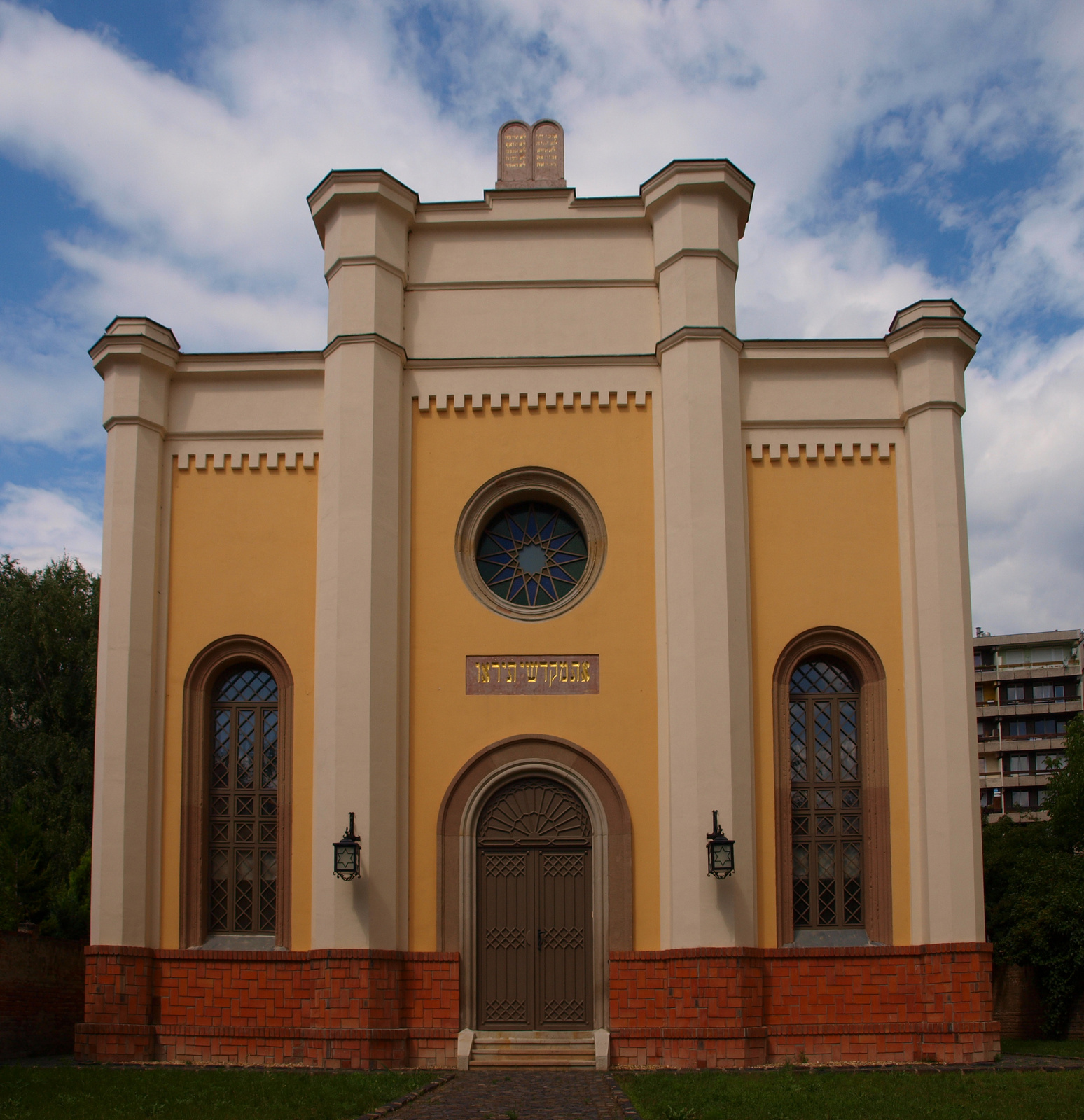
Synagoge in Vác

Die Synagoge in Vác, einer ungarischen Stadt im Komitat Pest (34 Kilometer nördlich von Budapest), wurde 1861 bis 1864 errichtet. Die Synagoge in der Eötvös-Utca ist ein geschütztes Kulturdenkmal.
Die Synagoge im Stil des Historismus wurde nach Plänen des italienischen Architekten Alois Cacciari errichtet und 1912 umgebaut. Nachdem das Gebäude lange Zeit dem Verfall preisgegeben war, wurde es von 2002 bis 2008 umfassend renoviert. 